# Queria dizer
Queria dizer es el nombre del décimo álbum de estudio del cantautor español José Luis Perales, el cual incluye versiones en portugués de algunas de sus canciones y, también, se incluyen canciones en castellano. Fue producido por Rafael Trabucchelli† y publicado en 1981 por la discográfica española Hispavox (absorbida completamente por EMI en 1985).
De este álbum se desprende el doble sencillo: Sim/Queria dizer (1982)

## Listado de canciones

### Disco de vinilo
| Lado A |                                                           |                                             |          |  |
| N.º    | Título                                                    | Letras                                      | Duración |  |
| 1.     | «Sim» (Versión en portugués de «Si...»)                   | Adaptación al castellano por Fernando Adour |          |  |
| 2.     | «Y te vas»                                                |                                             |          |  |
| 3.     | «Amor primeiro» (Versión en portugués de «Podré olvidar») | Adaptación al castellano por Fernando Adour |          |  |
| 4.     | «Denise»                                                  |                                             |          |  |
| 5.     | «Si quieres encontrarme»                                  |                                             |          |  |

| Lado B |                                                           |          |  |
| N.º    | Título                                                    | Duración |  |
| 1.     | «Queria dizer» (Versión en portugués de «Quisiera decir») |          |  |
| 2.     | «Soledades»                                               |          |  |
| 3.     | «El amor»                                                 |          |  |
| 4.     | «Yo quiero ser»                                           |          |  |
| 5.     | «Un velero llamado Libertad»                              |          |  |